# Casa de Salustio

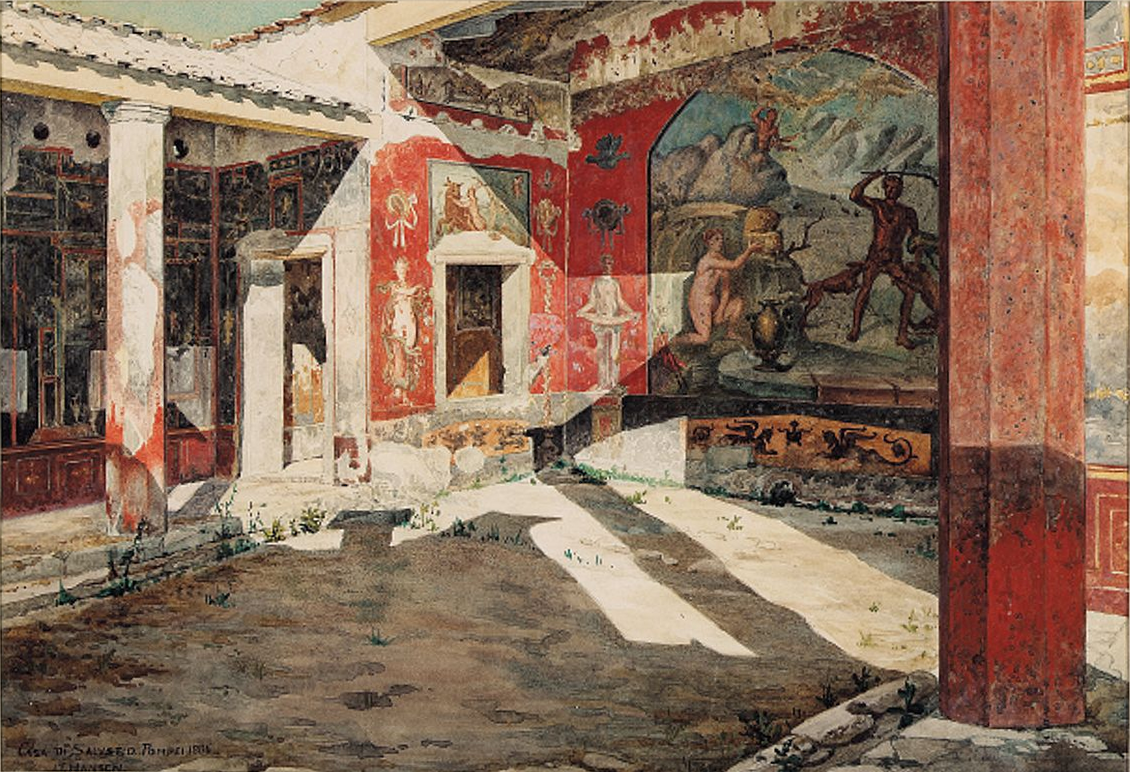
Acuarela de la Casa de Salustio (1886) por Josef Theodor Hansen

La Casa de Salustio (también conocida en informes de excavaciones iniciales como la Casa de Acteón ) es una domus o residencia de la élite en la antigua ciudad romana de Pompeya (VI, 2, 4). Las partes más antiguas de la casa datan del siglo IV a. C., pero las principales expansiones se construyeron en el siglo II a. C. durante el período romano. La larga historia de esta estructura proporciona evidencia importante sobre el desarrollo de residencias de la élite en Pompeya. La casa está ubicada en el lado este de la Vía Consolare. Recibió su nombre moderno dado a un aviso electoral colocado en la fachada, que recomendaba a Cayo Salustio para un cargo público. Otro nombre alternativo es la Casa de A. Cossus Libanus, tomado de un sello encontrado en las ruinas. 
Fue excavada por primera vez entre 1805 y 1809, sufrió daños de bomba durante la Segunda Guerra Mundial, y fue restaurada en 1970. 

## Historia

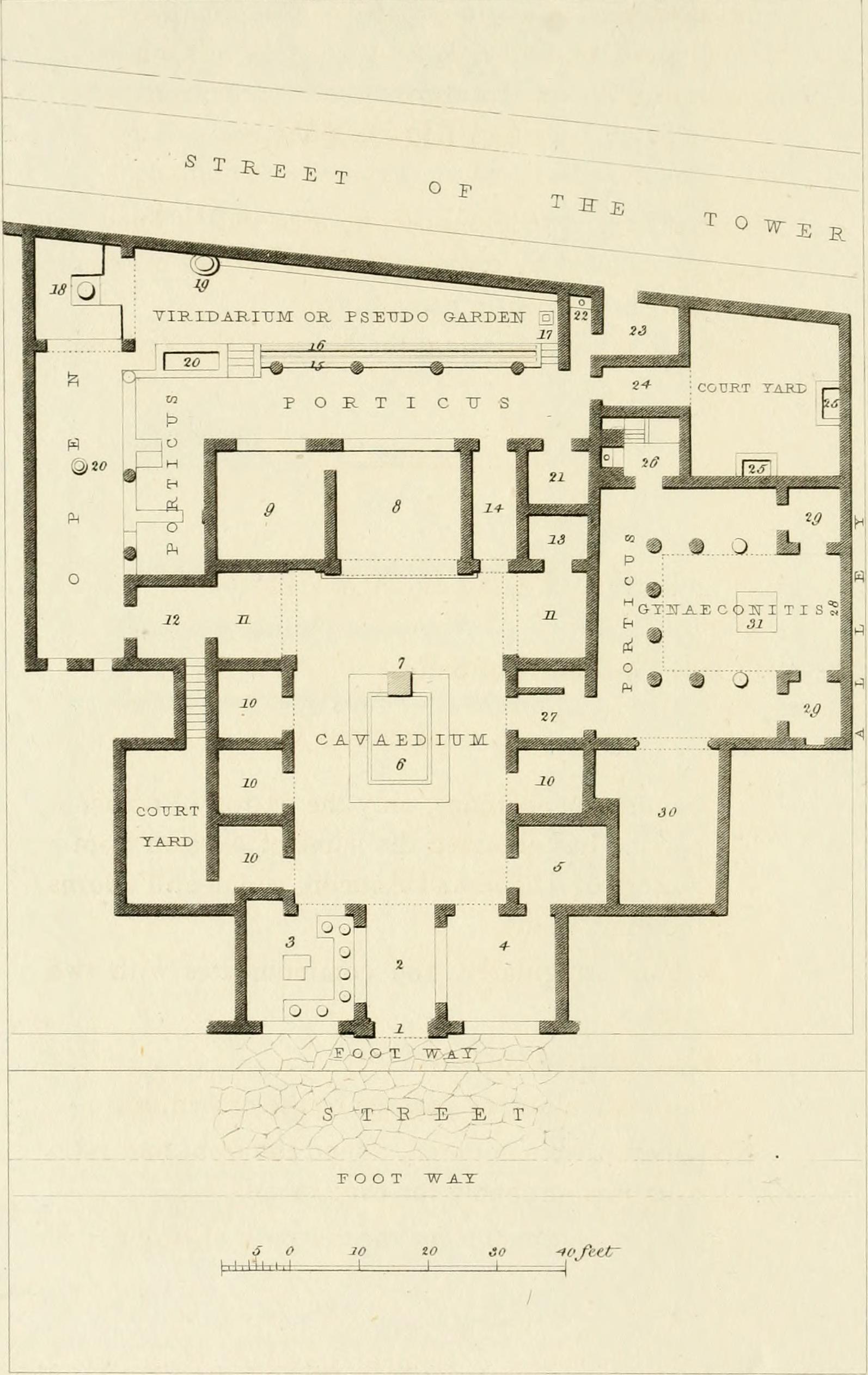
Plano de la Casa de Salustio (1817).

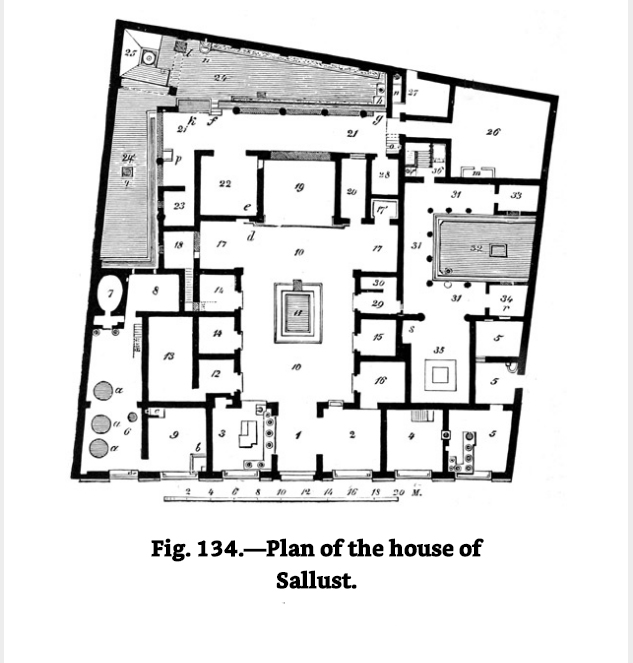
Plano de la Casa de Salustio (1902).

La Casa de Salustio fue una de las viviendas más suntuosas encontradas en Regio VI en la parte noroeste de Pompeya y fue una de las primeras en ser descubierta y saqueada durante las exploraciones del siglo XVIII. La primera obra en la Casa de Salustio fue dirigida por Francesco La Vega y luego por su hermano Pietro, quien demostró claramente cómo se llevaba a cabo la arqueología durante este período temprano para el legado y en beneficio de la aristocracia. La reina María Carolina de Borbón, patrocinadora y espectadora de las excavaciones de la casa, recibió hallazgos particularmente artísticos en la forma de regalos y el trabajo cesaba en una habitación una vez que los hallazgos eran despojados. Cuando la casa se consideró completamente despejada en 1809, el trabajo se centró en la reproducción de los restos y frescos restantes con pinturas y dibujos. 
La casa era originalmente una sola casa de atrio simétrica decorada en el primer estilo pompeyano del período samnita, y estaba hecha de bloques de toba. La estructura axialmente alineada presentaba fauces centrales, situadas entre tiendas de fachada, que conducían a un atrio con compluvio e impluvio, tres cubículos y alae que flanqueaban el atrio a cada lado. Se colocó un tablinum en la parte posterior de la aurícula con un ecus y un andrón en el lado izquierdo y derecho del tablinum, respectivamente. Detrás del tablinum había un jardín al aire libre encerrado por el muro de la propiedad.
En sucesivas fases de construcción, se agregaron tiendas adicionales en su lado oeste y se añadió un peristilo (pórtico con columnas) al jardín.
A finales del período de Augusto, la casa se convirtió en un hospitium, un hotel a gran escala. Se construyó un mostrador accesible tanto desde la calle como desde el atrio para alentar a los visitantes potenciales que pasaban y atender a los visitantes existentes. Las habitaciones se agruparon en suites alrededor del atrio y los espacios más grandes 22 y 35 en la esquina noreste del atrio (ver plano) proporcionaron espacios interiores para comer mientras que un triclinio de mampostería al aire libre (25) cubierto por una pérgola sostenida por dos pilastras en el extremo norte del jardín de peristilo proporcionó espacio para comer al aire libre. Cerca se construyó un hogar para la preparación de alimentos calientes.
Se instaló una gran ventana en el tablinum (19) para proporcionar a los huéspedes una vista del jardín realzada por la elevación del tablinum de tres escalones sobre el piso del atrio. El tablinum se modificó para permitir el acceso desde cualquier extremo de la columnata y, aunque era un espacio relativamente pequeño de 20 por 70 pies, se pintó en la pared posterior con una escena de jardín que servía como continuación del jardín real, incorporando columnas con guirnaldas, tres fuentes y pájaros.
Incluso con la adición de estas nuevas características, como el jardín de peristilo que se importó de Grecia en el siglo II a. C., y el segundo atrio, que también se hizo popular en esta época, los arqueólogos señalan que se tuvo mucho cuidado en la remodelación de preservar las características estéticas samnitas originales. Su decoración de primer estilo también se conservó en algunos de sus espacios públicos a lo largo del tiempo, imitando el uso continuo del primer estilo en los templos, basílicas y gimnasios de Pompeya en el período imperial.
La retención de lo antiguo puede haberse utilizado intencionalmente para generar contrastes creativos. El profesor Andrew Wallace-Hadrill señala que la decoración de incrustaciones de mármol del primer estilo del espacioso atrio de la Casa de Salustio se conservó cuidadosamente durante dos siglos, mientras que el peristilo contiguo fue decorado de manera rica y encantadora en el estilo "moderno" del período imperial. La Casa de Salustio no es única en Pompeya en el uso de contrastes decorativos.
La estructura finalmente se amplió para utilizar casi todo el espacio del jardín, pero su desarrollo se vio interrumpido debido a la erupción del Vesubio .

### Lista de habitaciones numeradas según el plano original de 1817
- 1) Entrada principal
- 2) Vestíbulo

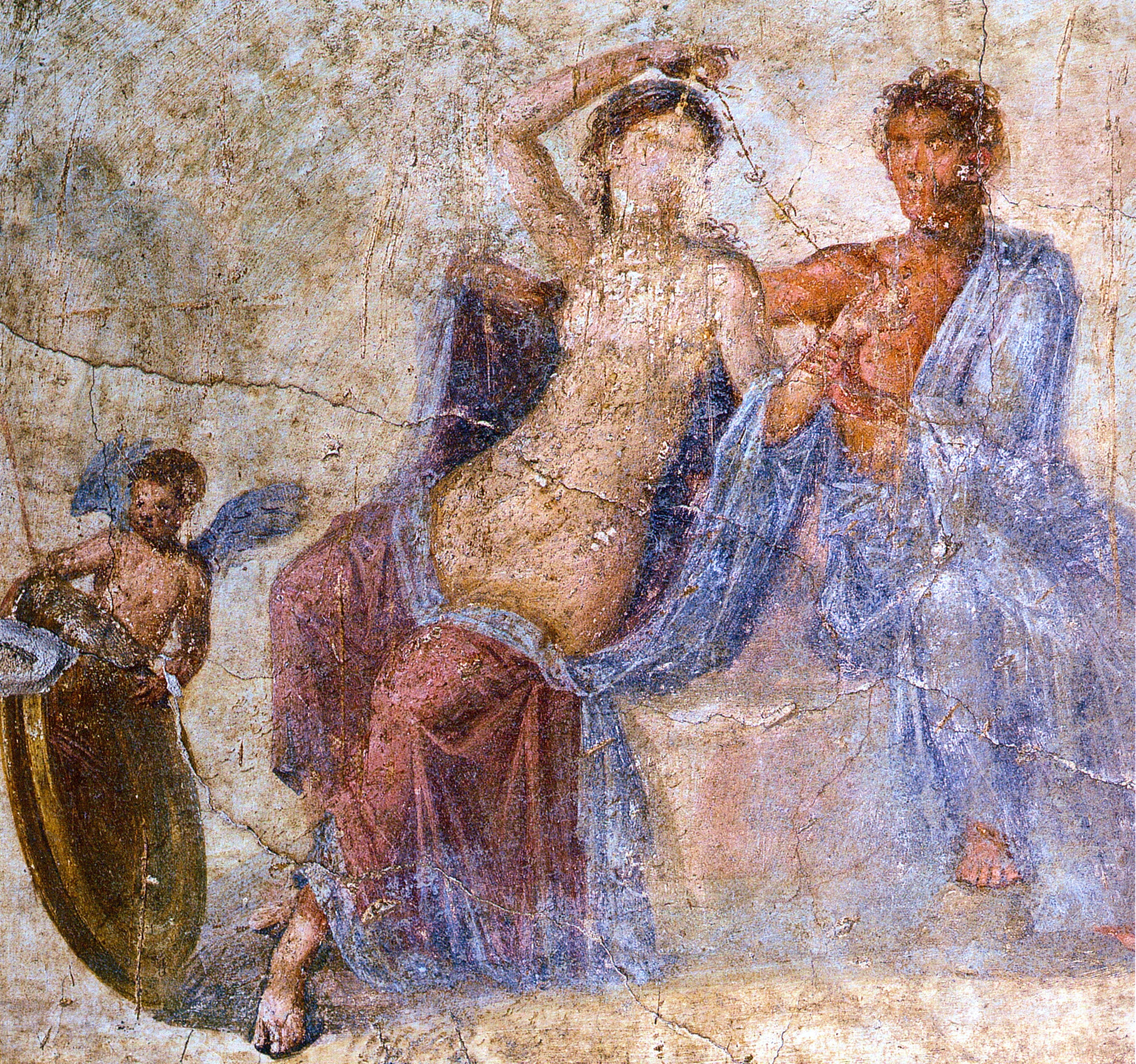
Marte, Venus y Cupido en el cubiculum (29)

- 3) Una tienda con mostrador y jarras, quizás para vino o aceite.
- 4) Apartamento conectado con una puerta de entrada al apartamento 5.
- 5) Apartamento conectado con una puerta al apartamento 4.[5] El agrupar las habitaciones en suites no solo proporcionó un alojamiento más espacioso, sino que permitió a los huéspedes pasearse asombrados de una habitación a otra, elevando la percepción de riqueza del dueño de la casa.[4]
- 6) Compluvio para recoger agua de lluvia de la habitación. Aquí se encontró la escultura de bronce de Hércules y la Cierva de Cerinea.
- 7) Altar con nicho para los dioses del hogar
- 8) Tablinum con una habitación contigua (9) con vistas al pórtico y al jardín. La habitación interior era probablemente un pequeño triclinio o cubículo y estaba adornada con representaciones de máscaras escénicas.  Originalmente se accedió al espacio directamente desde el atrio, pero esta puerta se bloqueó después de que la pared posterior se reemplazó con una amplia entrada al pórtico que domina el viridarium (jardín de la casa).[6]
- 10) Cella familliaria o cámara de cama de menos de 10 pies cuadrados (0.92 m²).
- 11) Alae: huecos laterales que contienen las imágenes ancestrales sagradas.[7] El ala de la izquierda tiene una puerta a la habitación contigua 12 que tiene una puerta al ambulatorio con columna (20) que conduce al viridarium (19). Posteriormente se instaló una escalera en (12) para acceder a un nuevo piso superior. El ala de la derecha tiene una puerta de entrada a un larario o pinacoteca adyacente (galería de imágenes) (13).  Los arqueólogos posteriores identifican la habitación (13) como un armario.
- 14) Andrón con apertura al pórtico de columnas que da al viridarium. El pórtico estaba a tres pies sobre el viridarium (19), al que se accede por dos tramos de escalones. Entre las columnas del pórtico (15) y (16) había paredes enanas (plutei) formando un contenedor para el suelo y las plantas regadas por una canaleta que recogía el agua de lluvia del techo. La pared posterior del viridarium fue pintada con plantas y pájaros para ampliar la vista del jardín. En el lado derecho del viridarium había una cisterna (17). En el lado izquierdo del viridarium había un triclinio cubierto (18) con pedestal para una mesa.  Se colocó un pequeño altar frente al triclinio a la izquierda. Solo se plantaron los bordes de esta porción del jardín, que es más alta que el piso de la columnata.
- 19) Fuente
- 20) Una cisterna techada
- 21) Cubículo
- 22) Un inodoro (letrina)
- 23) Entrada trasera
- 24) Pasillo a un patio y quizás acceso a la cocina (26)
- 25) Lugares para cenizas o hogares para la preparación de alimentos.
- 26 Cocina con una letrina para los apartamentos de mujeres a la izquierda y, a unos pocos pasos, un hogar elevado a la derecha. A la izquierda del hogar hay un recoveco arqueado de tres pies (0.91 m) de profundidad (¿lararium? )
- 27) Entrada a un tercer atrio (31) con celda para un portero.
- 28) Altar con pintura de Diana bañándose y Acteón con cuernos transformándose en un ciervo, atacado por sus propios sabuesos, en la pared posterior del gineceo.
- 29) Pequeños apartamentos o cubículos en la parte posterior izquierda y derecha del gineceo. El cubículo a la derecha con pavimento en el piso y una base de mármoles de diferentes colores con una delicada pintura de Marte y Venus con Cupido jugando con el escudo de Marte y una escena de Paris y Helena de Troya en su pared interna trasera, y tenía un receso para Penates o Lares. Su pared exterior fue pintada con una escena de Frixo y Hele con el carnero. La pared exterior del cubículo a la izquierda fue pintada con una escena de Europa con el toro.
- 30) Amplio comedor.
- 31) Tercer patio, tal vez el gineceo o apartamentos de mujeres, con pórtico forrado con columnas octangulares pintadas de rojo. Al principio, la columnata tenía un techo plano, con un paseo abierto arriba en los tres lados, pero cuando se construyó el gran comedor (30), el techo plano y el pasillo de ese lado fueron reemplazados por un techo inclinado sobre la amplia entrada al comedor.

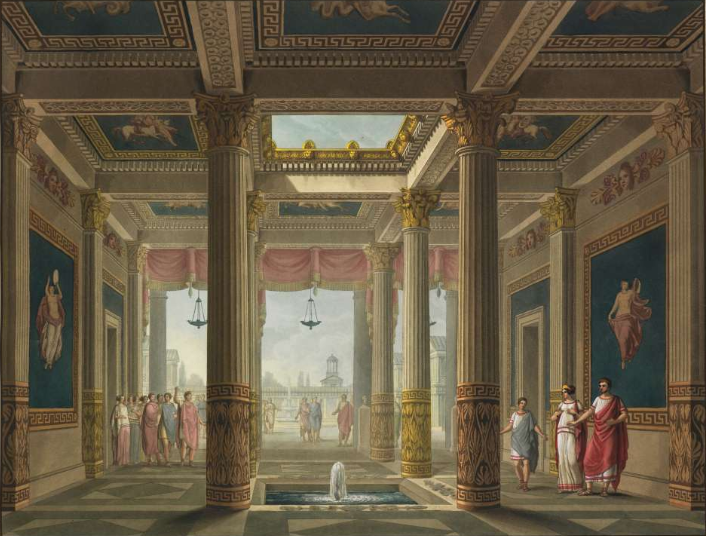
Atrio de la casa de Salustio utilizado como telón de fondo para 1827 La Scala Producción de la ópera de Giovanni Pacini.

El atrio (cavaedium) presentaba un pavimento de suelo opus signinum con columnas jónicas pintadas que sostenían el techo, lo que le daba al espacio una apariencia monumental. Sus paredes fueron pintadas para emular losas de mármol típicas del primer estilo. El tratamiento de las entradas al tablinum y las alae, con pilastras unidas por entablamientos salientes, la decoración severa y simple, y la entrada de luz a través del compluvio aumentaba la altura aparente de la habitación y le daba un aspecto de dignidad y reserva.
Aunque el énfasis en la vista desde la puerta de entrada al tablinum en el jardín comenzó a disminuir en otras casas de atrio en el siglo I, este no fue el caso aquí. La matriz republicana atrio-tablinum-peristilo permaneció en su lugar en la Casa de Salustio a pesar de su conversión a un establecimiento principalmente público, por lo que las relaciones patrón-cliente pueden haber persistido para su propietario en el Imperio temprano. El acuerdo también facilitó la atracción de posibles huéspedes del tráfico intenso en la Vía Consolare. Sin embargo, las expansiones de la casa para abarcar más espacios de entretenimiento emularon tal proliferación de otros residentes ricos durante este período.
Una escena de sacrificio saludaba a los visitantes en una puerta falsa a la izquierda del tablinum. Un sacerdote, con la cabeza cubierta, vierte el contenido de una pátera en un trípode. Frente al sacerdote, un joven toca una flauta doble, su pie sobre un escabel, un instrumento de percusión que toca el pie en representaciones dramáticas. A la izquierda y a la derecha, dos asistentes vestidos con túnicas blancas con rayas rojas estrechas vierten un líquido de los cuernos para beber en páteras.
El cuadrante sureste de la casa fue dañado en un bombardeo aliado en 1943, destruyendo el fresco característico de Acteón y Diana. También sobrevivió una pequeña parte de la suntuosa decoración del atrio, que incluía cornisas dentales y pilastras estriadas que enmarcaban las alae y el tablinum.
Los exámenes realizados entre 1817 y 1902 (Véase plano de 1902, arriba) atribuyeron habitaciones adicionales a la esquina inferior derecha de la casa, incluida una caupona, una taberna romana equipada con dolia para servir comida caliente. La caupona tenía una puerta trasera que conducía a dos habitaciones interconectadas, una con una entrada externa probablemente para entregas de alimentos, todas etiquetadas (5) en el plano de 1902.
En la esquina inferior izquierda de la estructura, arqueólogos posteriores identificaron un complejo de panadería con un molino con tres molinos, etiquetado (6) en el plano de 1902, con una escalera a un piso superior, un horno (7), una sala de amasado (8 ), y una cocina (9). También identificaron el recinto de parte de la columnata superior izquierda para formar una habitación etiquetada (23) en el plano de 1902.

## Galería

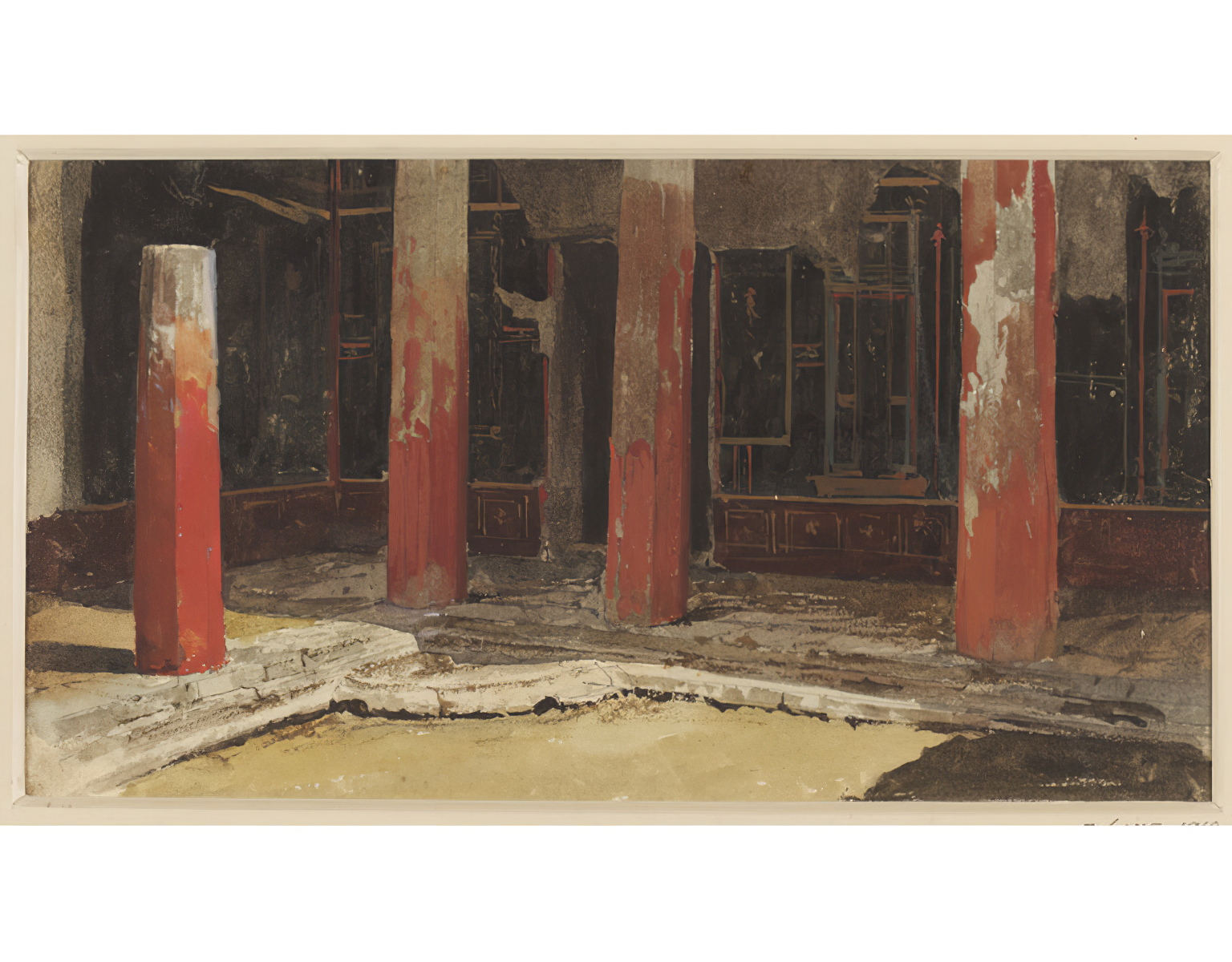
Acuarela de los apartamentos para mujeres en la Casa de Salustio por Luigi Bazzani (1900).
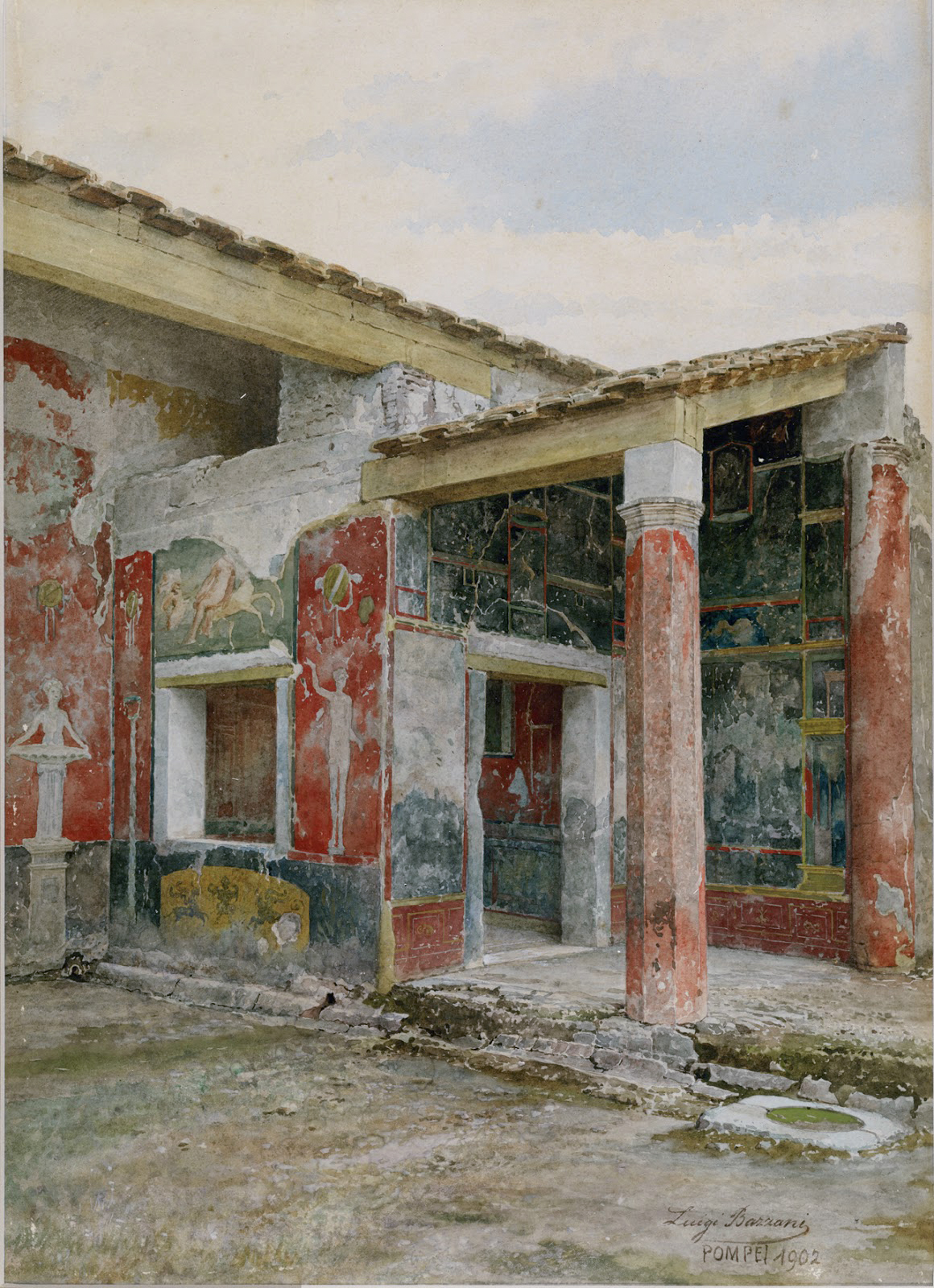
Acuarela de El Gineceo de la Casa de Salustio (VI 2, 4) por Luigi Bazzani (1902).
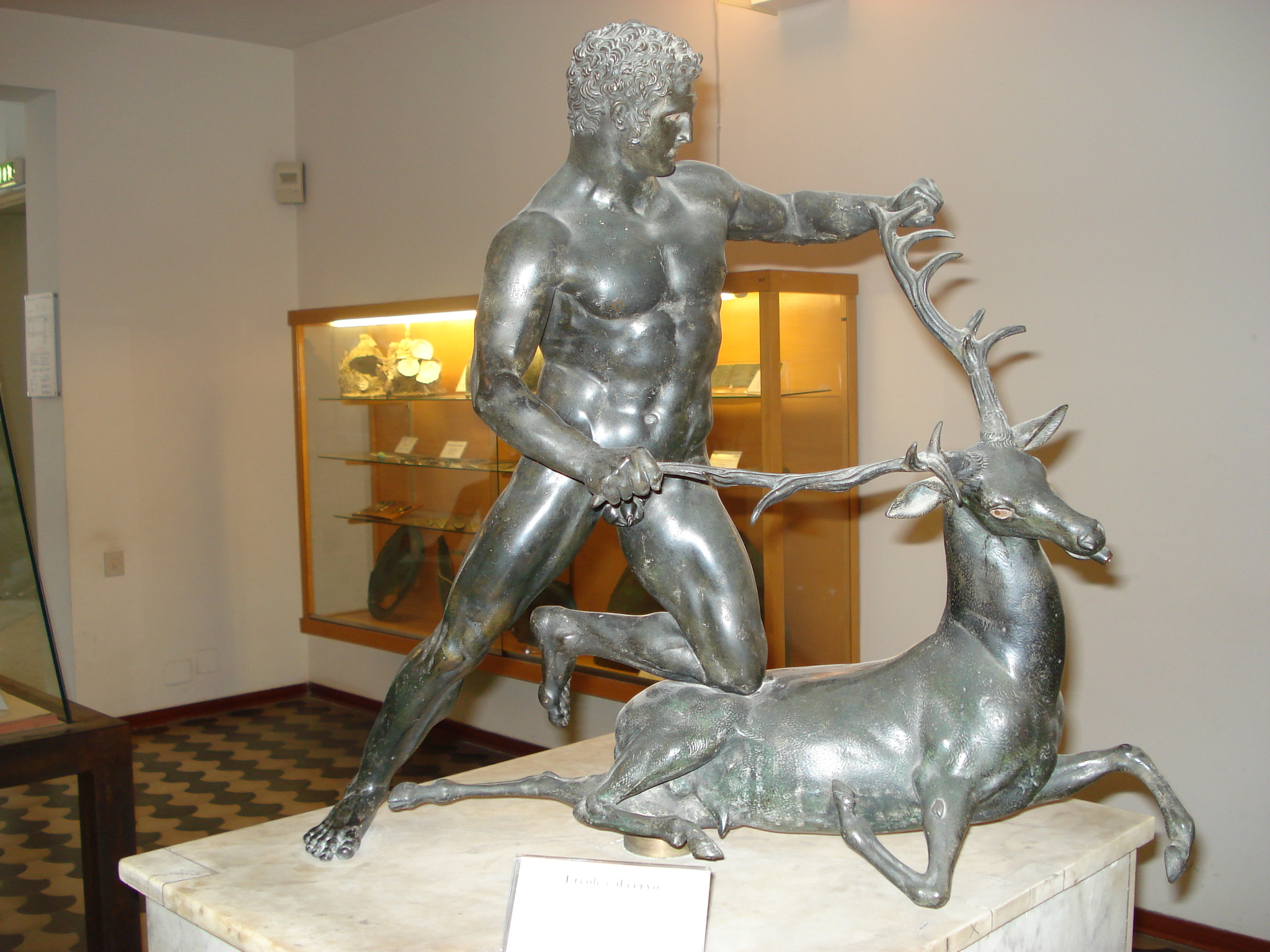
Hércules capturando la Cierva de Cerinea que se encuentra en el atrio.
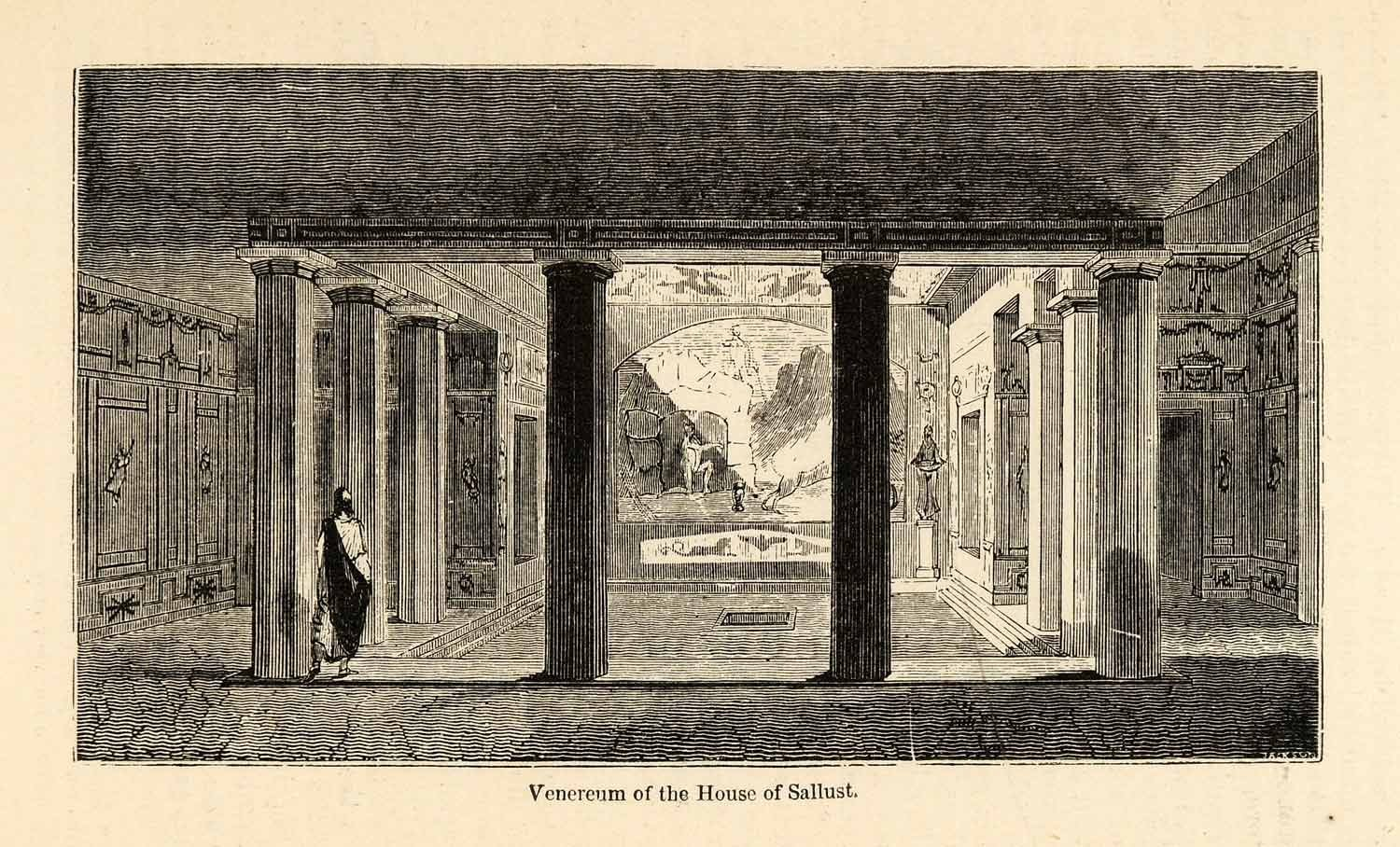
Un dibujo de un venereum en la Casa de Salustio
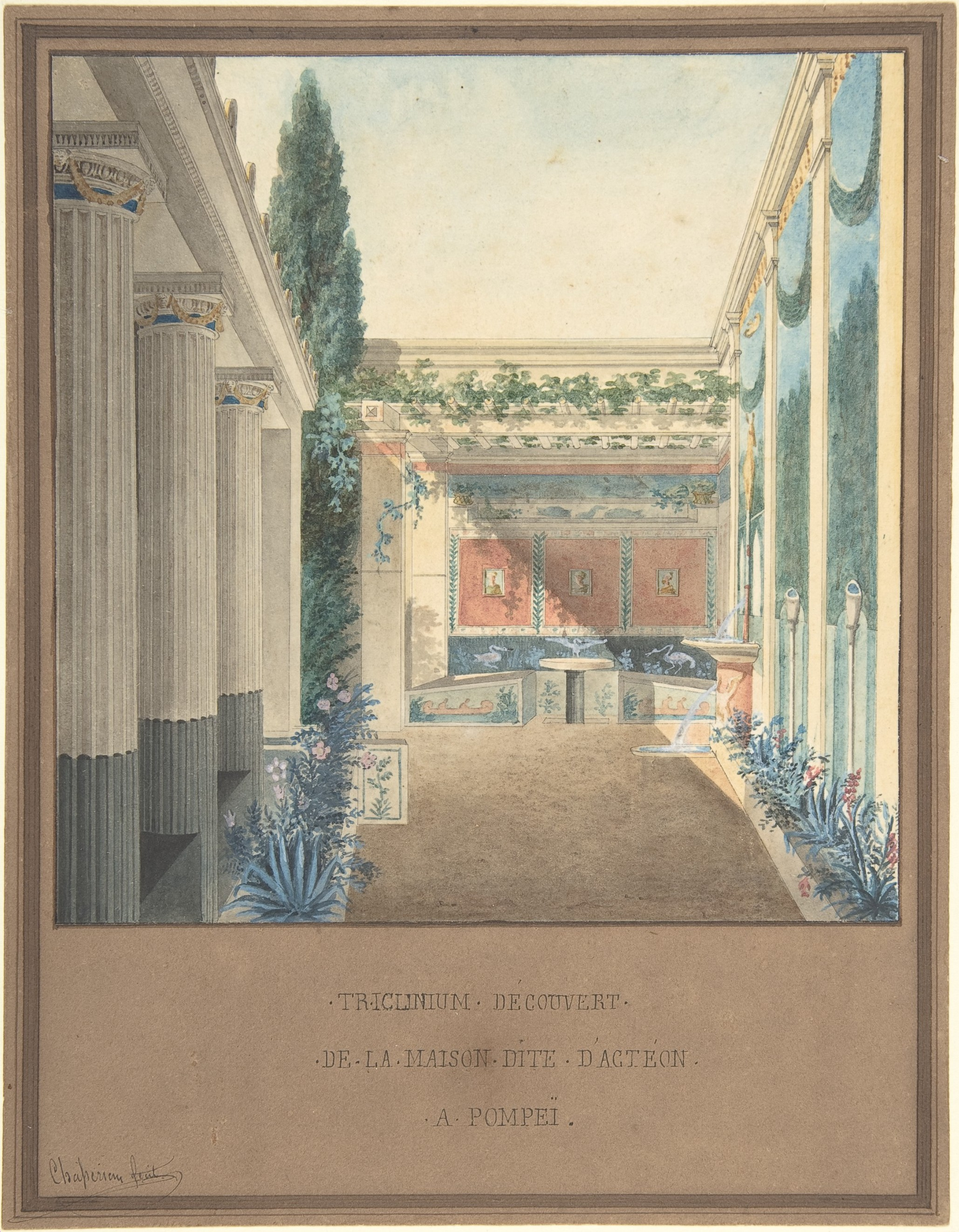
Triclinio
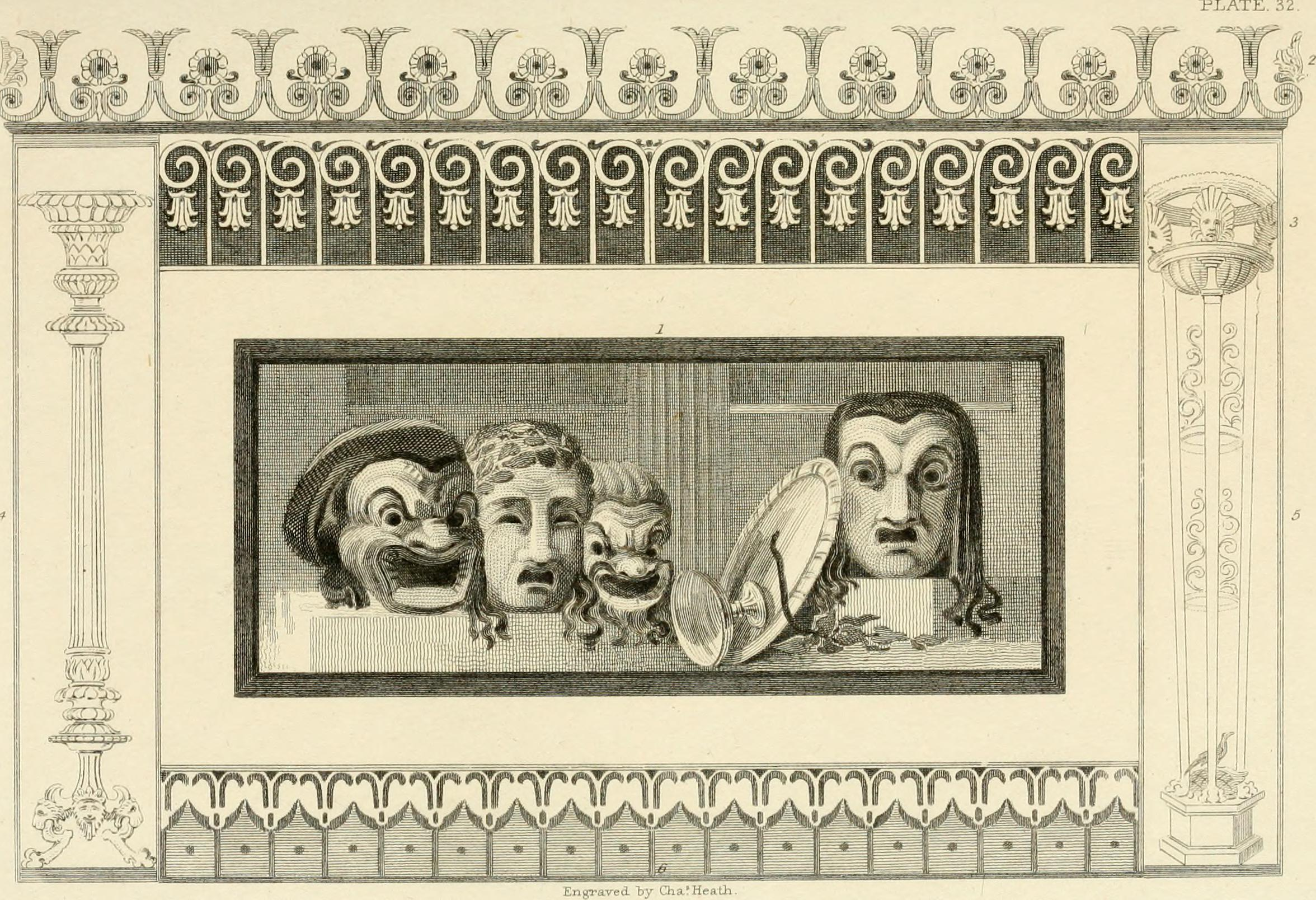
Pintura de panel de máscaras de teatro en el tablinum
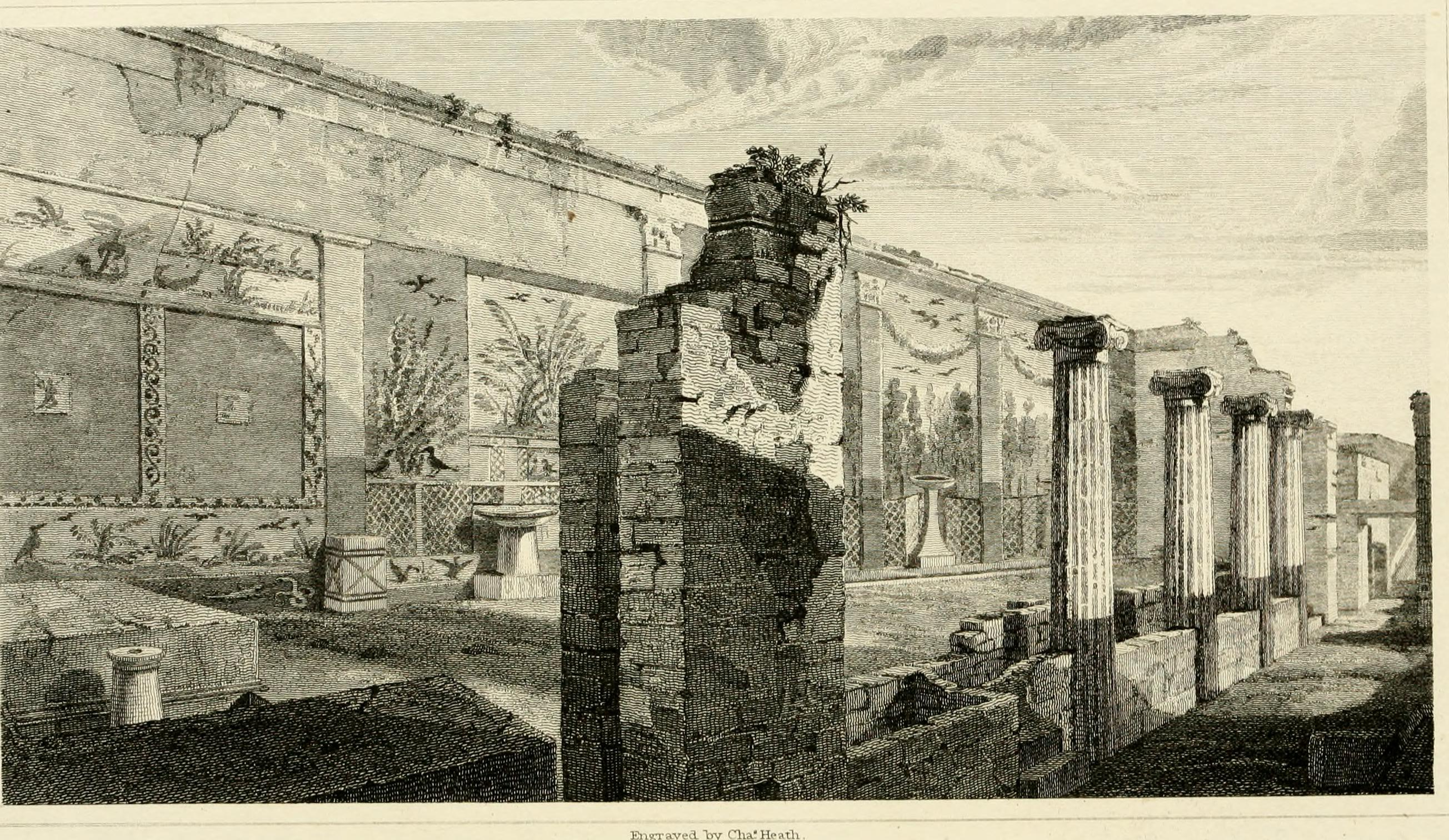
Viridarium con triclinium
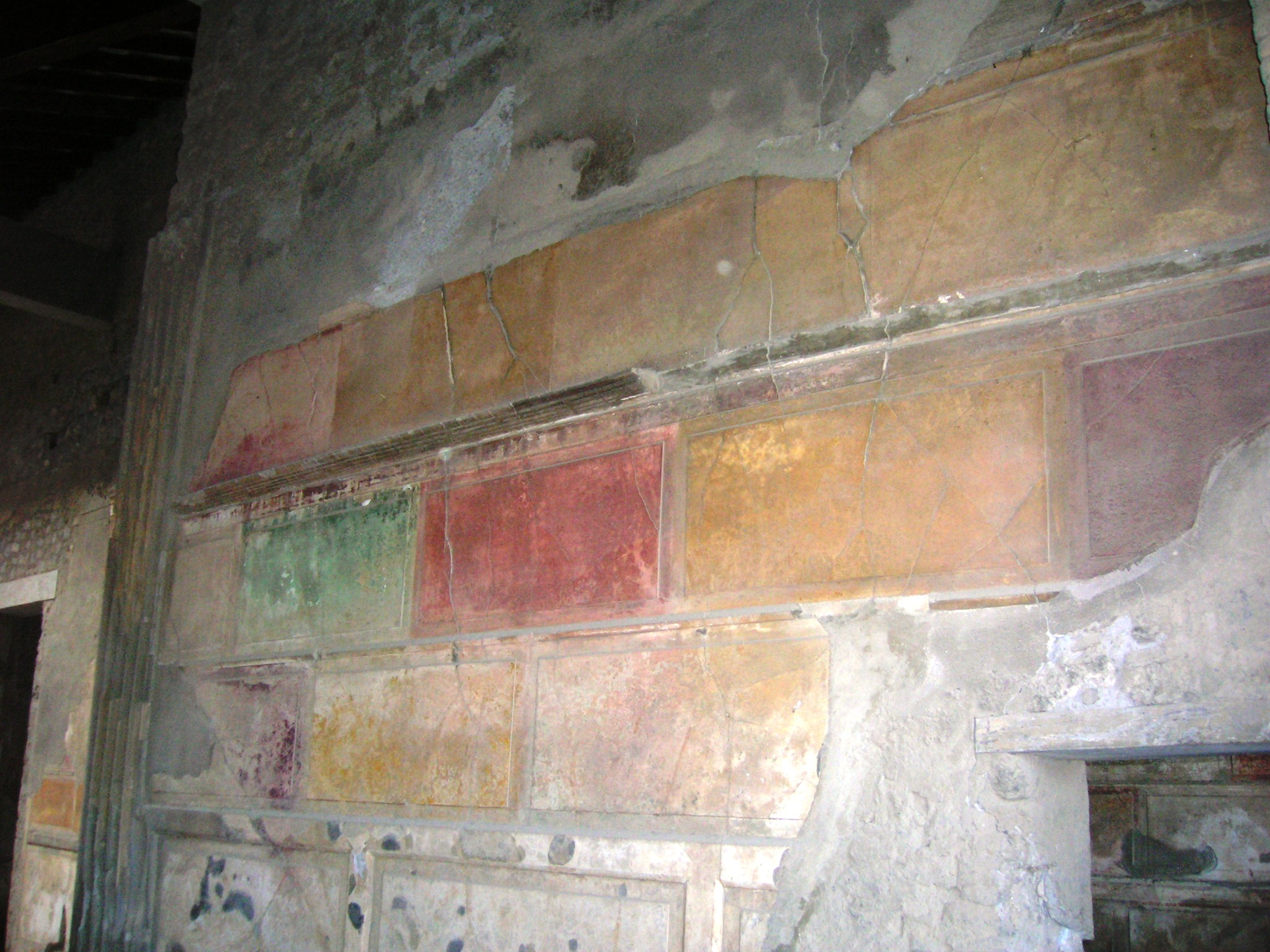
Fresco con paneles imitando mármol del primer estilo en el atrio
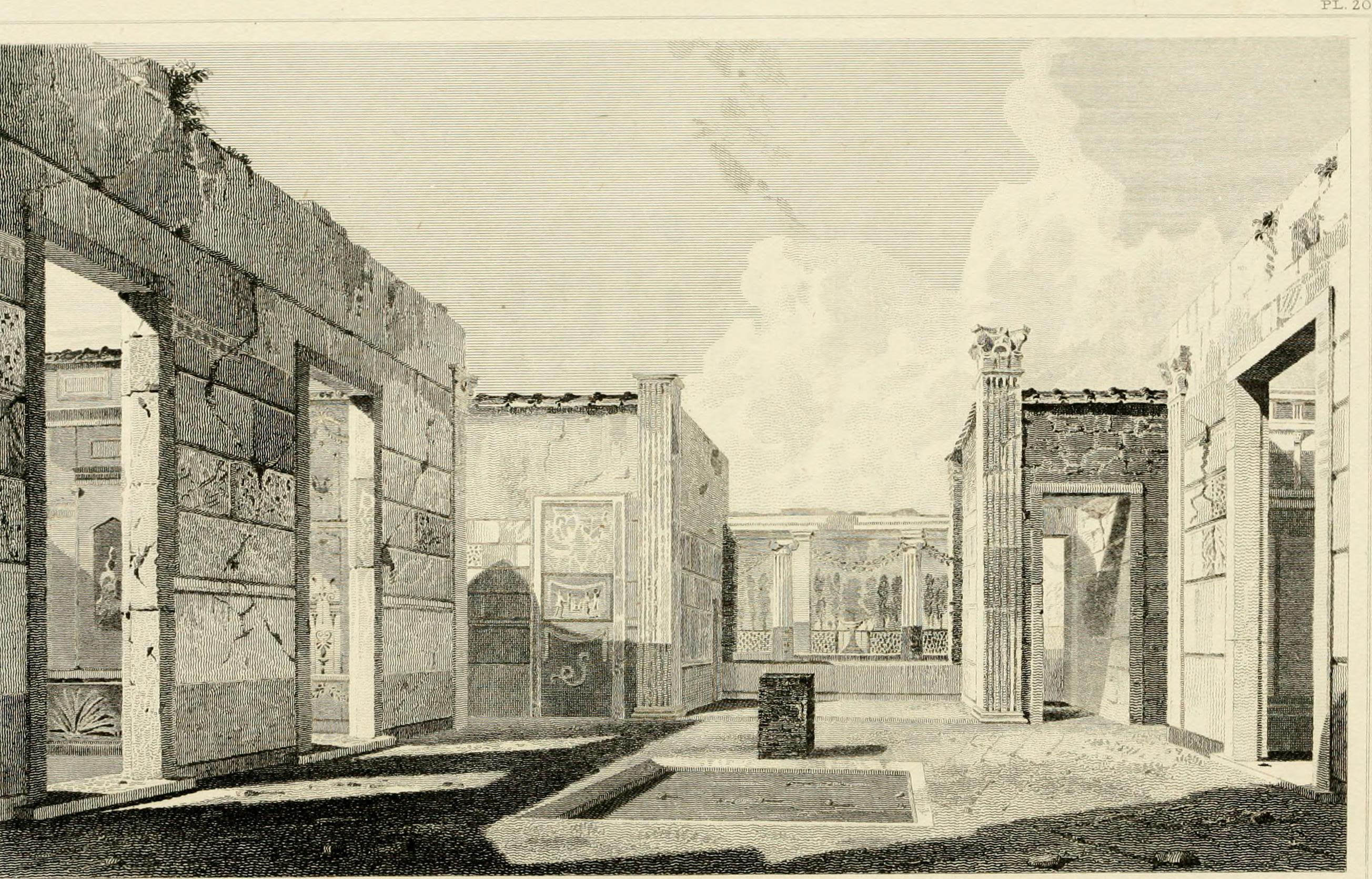
Grabado del atrio de 1817
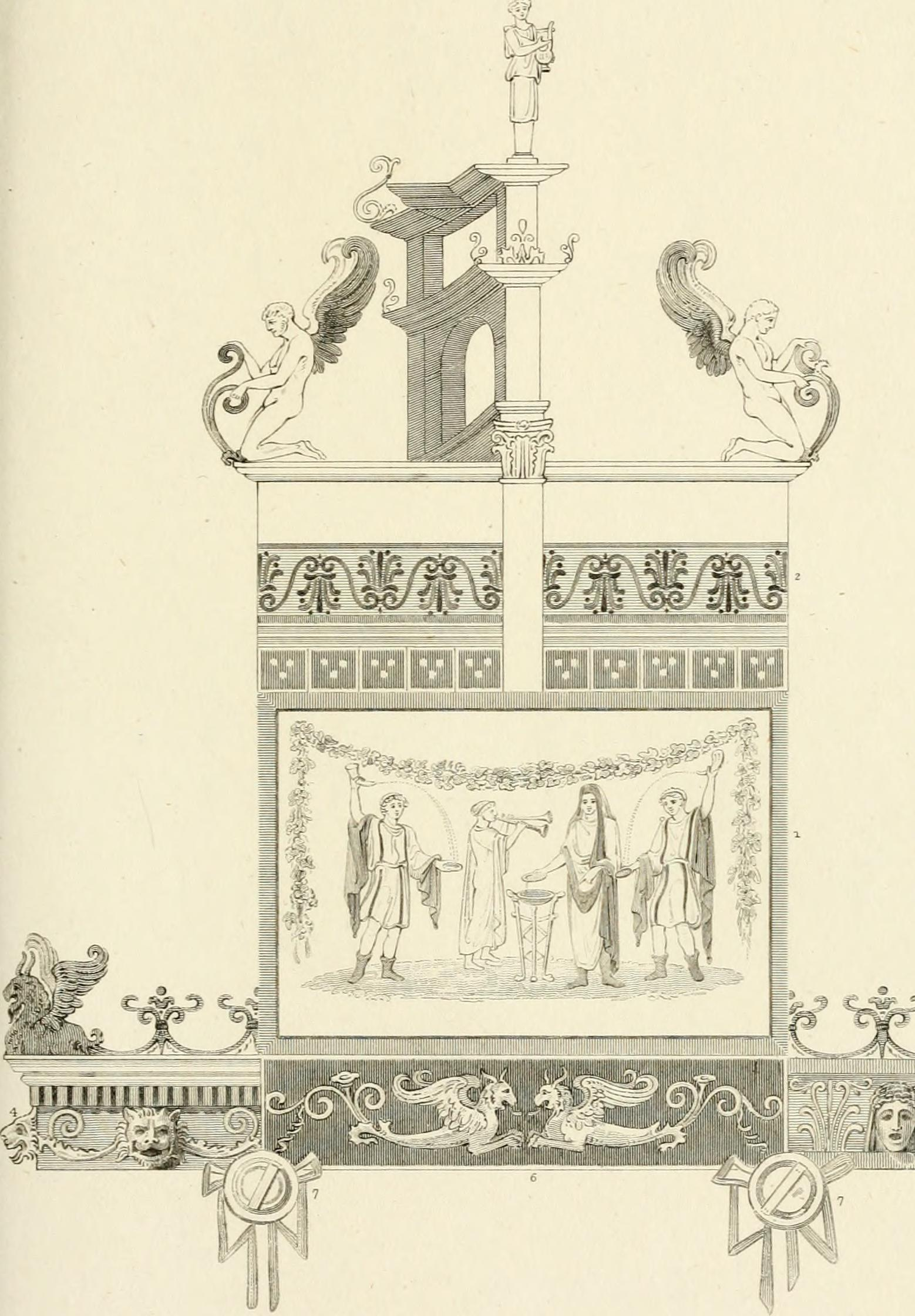
Boceto de una escena de sacrificio pintada en el atrio